# درة خدامراد (مقاطعة دلفان)
درة خدامراد (بالفارسية: دره خدامراد) هي قرية تقع في قسم كاكاوند الغربي الريفي (مقاطعة دلفان) في إيران.